# Blyzophilus dorsohamatus
Blyzophilus dorsohamatus är en nattsländeart som beskrevs av Andersen, Kjaerandsen in Anderson, Kjaerandsen och Morse 1999. Blyzophilus dorsohamatus ingår i släktet Blyzophilus och familjen långhornssländor. Inga underarter finns listade i Catalogue of Life.